# Čeložnice
Čeložnice település Csehországban, Hodoníni járásban. Čeložnice Moravany, Koryčany, Kyjov és Kostelec településekkel határos. Lakosainak száma 414 fő (2024. január 1.).

## Népesség
A település lakosságának változását az alábbi diagram mutatja:
| Lakosok száma | 379  | 427  | 561  | 476  | 466  | 379  | 399  | 405  | 404  | 414  |
|               | 1869 | 1890 | 1921 | 1950 | 1980 | 2001 | 2017 | 2019 | 2022 | 2024 |